# Žarko Varajić
Žarko Varajić (in serbo Жарко Варајић?; Nikšić, 26 dicembre 1951 – Belgrado, 23 giugno 2019) è stato un cestista e dirigente sportivo jugoslavo.

## Palmarès
- YUBA liga: 3

Bosna: 1977-78, 1979-80, 1982-83
- Coppa di Jugoslavia: 2

Bosna: 1978, 1984
- Coppa dei Campioni: 1

Bosna: 1978-79